# لي شين تشنغ
لي شين تشنغ (بالصينية: 李深靜) هو رائد أعمال ماليزي، ولد في 3 يونيو 1939.